# Belmore Park
Pour les articles homonymes, voir Belmore.
Belmore Park est un parc public à l’extrémité sud du centre d'affaires de Sydney en Australie. Situé à côté de la Central railway station, il est délimité par Hay Street, Eddy Avenue, Elizabeth Street et Pitt Street.